# ابوتربه
ابوتربه، روستایی در دهستان باغ صفا بخش باغ صفا شهرستان سرچهان در استان فارس ایران است.

## جمعیت
بر پایه سرشماری عمومی نفوس و مسکن در سال ۱۳۹۵، جمعیت این روستا برابر با ۳۶۷ نفر (۱۱۱ خانوار) بوده است.